# Bokor Elemér
Bokor Elemér (Sátoraljaújhely, 1887. január 19. – Budapest, 1928. szeptember 1.) zoológus, barlangkutató, a barlangi élettan egyik megalapítója Magyarországon.

## Életrajz
Iskolai tanulmányait szülőhelyén végezte el, majd az első világháború alatt katona lett, főhadnagyként 1914-ben hadifogságba esett.
Hazatérése után beiratkozott a budapesti tudományegyetem bölcsészeti karára, 1924-ben szerzett doktori címet.
1925-től tanárként dolgozott a budapesti fő-reálgimnáziumban, oktatási területe a természetrajz és kémia volt.
Már egyetemi évei alatt a barlangkutatással foglalkozott, valamint tanulmányozta a bogarak életét.
1919-ben Ispánmező környékén fedezte fel és írta le a környékre jellemző barlangi bogárfajt, a Duvalius gömöriensist. 1921-ben 102 barlang ízeltlábú faunáját dolgozta fel.
Doktori disszertációja is az Abaligeti-barlanggal és annak állatvilágával foglalkozott, amit először 1922-ben mért fel részletesen. Ezt 1925-ben publikálta először. Ez volt az első részletes leírás a barlangról és annak élővilágáráról.
A Kecske-lyukban találta meg 1924-ben, majd 1926-ban írta le a Gebhardt Antalról (vele is fedezte fel) elnevezett Duvalius gebhardti nevezetű vak bogárfajt, egy vakfutrinkát. A Kecske-lyukat 1925-ben fel is térképezte.
Tudományos írásai a Rovartani Lapokban és az Entomologische Blätterben jelentek meg.

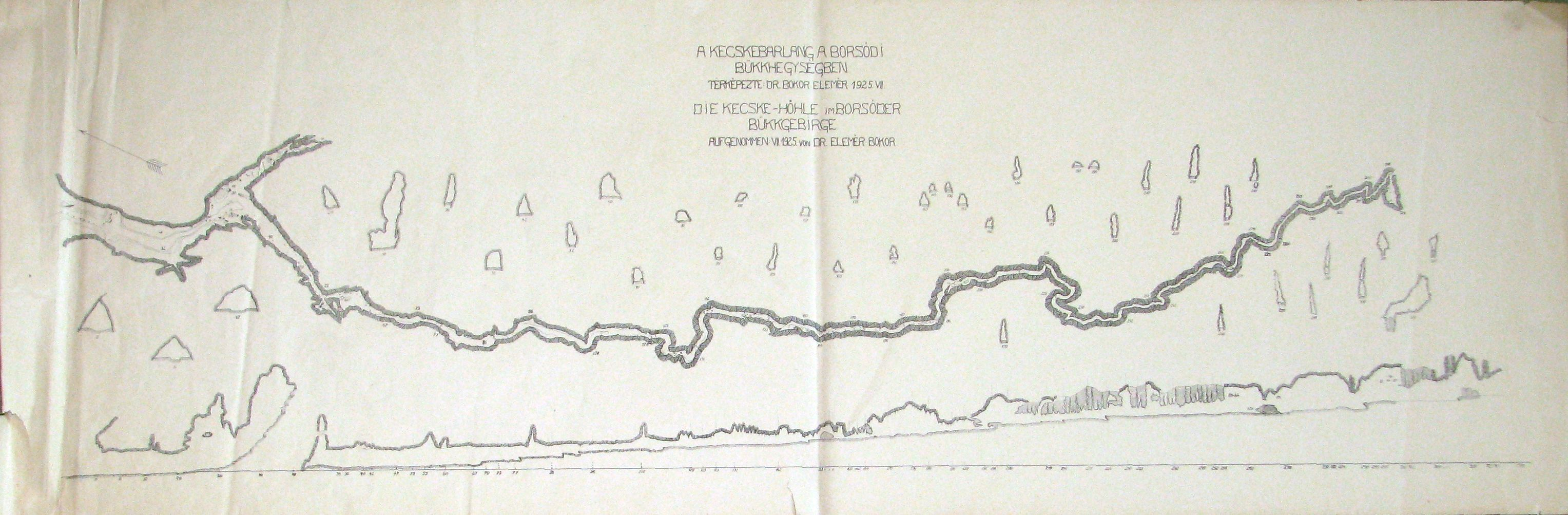
Az 1925-ben általa készített Kecske-lyuk térkép

Alelnöke volt a Barlangkutató Társaságnak, elnöke a Rovartani Társaságnak. 
A Német–Osztrák Barlangkutató Szövetség ezüst plakettel tüntette ki munkásságáért.
Életét a barlangkutatásnak és a föld alatt élő ízeltlábúak kutatásának szentelte, számos új faj leírása neki köszönhető. Bokor Elemér eredményes munkásságának határt szabott az a sajnálatos esemény, hogy fiatalon, 41 éves korában elhunyt.

## Jelentősebb írásai
- Új vak bogarak Magyarország faunájából. Ann. Hist. Nat. Mus. Nat. Hung. (A Magyar Természettudományi Múzeum évkönyve), XI. 1913. p. 436-451.
- Három új vak bogár Magyarország faunájából. Ann. Hist. Nat. Mus. Nat. Hung. (A Magyar Természettudományi Múzeum évkönyve), XI. 1913. p. 584-591.
- A vak Trechusok szeméről. Rovartani Lapok, XXI., 1914.
- A magyarhoni barlangok ízeltlábúi. Barlangkutatás, (9. köt.) 1921, 1-4. füz. 1-22. old.
- Az Abaligeti-barlang. Földrajzi Közlemények, LIII., 1925.
- Új Duvalites Magyarországból. Ann. Hist. Nat. Mus. Nat. Hung. (A Magyar Természettudományi Múzeum évkönyve), 1926. XXIV. l. p. 40-48.

## Emlékezete
Nevét a Mecsekben a Bokor pihenő őrzi.